# Mučeništvo svete Uršule (Caravaggio)
Mučeništvo svete Uršule (1610) je slika italijanskega umetnika Caravaggia (1571–1610), ki naj bi bila njegova zadnja slika. Hranijo jo v zbirki Intesa Sanpaolo, galeriji Palazzo Zevallos Stigliano v Neaplju.
Po eni od verzij legende o sveti Uršuli so njo in njenih enajst tisoč deviških družic ujeli Huni. Enajst tisoč devic je bilo poklanih, a kralja Hunov je premagala Uršulina skromnost in lepota in jo je prosil za odpuščanje, če bi se le poročila z njim. Uršula je ponudbo odklonila, na kar jo je kralj prebodel s puščico.

## Zgodovina
Caravaggio je leta 1610 v Neaplju naslikal sveto Uršulo za Marcantonio Doria, 25-letnega plemiča iz Genove. Doria je postal goreč zbiratelj Caravaggiovih del in naročil je sliko, da zaznamuje vstop svoje pastorke v verski red kot sestra Uršula. Datum slike lahko najdemo tik pred 11. majem 1610, ko je Dorijin prokurist v Neaplju Lanfranco Massa pisal svojemu gospodarju, da je slika končana. Agent je zapisal, da je prišlo do rahle nesreče, ko je poskušal sušenje pospešiti tako, da jo je dan prej pustil na soncu in mehčal lak. Zastopnik je Dorii rekel, naj ne skrbi, saj jo bo odpeljal nazaj Caravaggiu, da jo popravijo, pravzaprav pa bi moral Doria naročiti več del umetniku, saj se »ljudje borijo zanj in to je dobra priložnost«. Vendar je to morda sklic na drugega umetnika, ki ga je Marcantonio tudi naročil. Izvirni izvorni dokument ni jasen. Slika je bila prejeta v Genovi 18. junija in Doria je bil navdušen, postavil jo je skupaj s svojimi Rafaeli in Leonardi ter svojo vialo z verodostojno krvjo Janeza Krstnika.
Marcantonio je v oporoki z dne 19. oktobra 1651 svojo umetniško zbirko zapustil najstarejšemu sinu Nicolòju, princu Angrija in vojvodi Ebole. Posestvo je v Neapelj prenesla Maria Doria Cattaneo leta 1832. Slika je navedena v inventarju dediščine Giovana Carlo Doria, ki je bila sprejeta v letih 1854–55, v palači Doria d'Angri allo Spirito Santo v Neaplju.
Caravaggio je v Neapelj prispel s Sicilije septembra ali oktobra 1609. V nekaj dneh so ga pred restavracijo napadli štirje oboroženi moški, kar je privedlo do govoric, da je bil umorjen ali dejansko iznakažen. Verjetno je dolgo okreval in težko je povezati več kot le peščico del in to večino oklevajoče, s tem drugim bivanjem v mestu. Sveto Uršulo pa lahko pozitivno prepoznamo. Zaznamuje še eno spremembo sloga: na Siciliji je nadaljeval kompozicijsko shemo, uvedeno z Obglavljenje sv. Janeza Krstnika, majhno skupino figur, ki so preplavljene z masivno arhitekturo, toda Uršula pomeni vrnitev na sceno, ki akcijo pripelje neposredno v prostor gledalca, ravno v trenutku, ko hunski kralj pusti puščico, in Uršula pogleda z izrazom blagega presenečenja nad koščkom, ki ji štrli iz prsi. Desno in zadaj nekaj opazovalcev šokirano strmi, eden izmed njih, obrnjen obraz za Uršulo, je očitno sam Caravaggio. Vsi, ki so videli sliko, so bili osupli, je poročal agent Dorie. Morda bi bil Doria sam vesel, da je videl svojega najljubšega izvajalca, ne glede na vse govorice, neoznačen.
Sveta Uršula je bila ena zadnjih slik, ki jih je sploh naredil Caravaggio. Julija se je s čolnom odpravil na papeževo pomilostitev, ker je sodeloval pri smrti mladeniča v dvoboju leta 1606. Toda namesto pomilostitve je umrl v mestu Porto Ercole na obali severno od Rima; kako natančno ni jasno, čeprav je najpogosteje kot razlog navedena vročina. Razprava o njegovi smrti je podana v članku o Janezu Krstniku.

## Opis in slog
Po svoji navadi Caravaggio odstopa od tradicionalne ikonografije sv. Uršule, ki je na splošno upodobljena samo s simboli mučeništva in v družbi ene ali več svojih spremljevalk devic; namesto tega se odloči, da bo prikazal trenutek, v katerem svetnico, ker se ni hotela podrediti tiranu Atili, ta prebode s puščico in prizor naloži z izjemno dramatičnim tonom. Slika je postavljena v Atilov šotor, ki je komaj zaznaven zahvaljujoč draperiji v ozadju, ki skorajda deluje kot gledališka kulisa. Celotno okolje, kot je običajno na Caravaggiovih slikah, prežema zapletena igra svetlobe in sence, ki pa na zadnji umetnikovi sliki, kot kaže, daje slednji večjo prednost kot prvi: je ogledalo nemirnega obdobja, ki avtor je živel v zadnjem delu svojega življenja.
Prvi lik na levi je sam Atila, upodobljen z oblačili iz sedemnajstega stoletja; barbar je ravnokar sprožil puščico in zdi se, da je že obžaloval svojo gesto: zdi se, da skoraj popusti prijem na loku in njegov obraz se stisne v grimasi bolečine, kot da bi rekel »kaj sem storil?«. Blizu njega je sveta Uršula, ki jo prebode komaj vidna puščica na njenih dojkah: v tej smeri upogne glavo in z rokami potiska prsi nazaj, kot da bi bolje videla glasbeni instrument svojega mučeništva. Zdi se, da ne čuti bolečine, prej nezainteresiran odstop, toda njen obraz in roke, zelo beli v primerjavi z očmi drugih likov, so uvod v njeno takojšnjo smrt. Pravzaprav trije barbari, tudi v modernih oblačilih (eden ima celo železen oklep), hitijo podpirati sveto Uršulo in tudi sami se zdijo nejeverni ob nenadni in impulzivni gesti svojega vodje. V značilnostih tistega, ki je takoj za svetnikom, se je Caravaggio upodobil z odprtimi usti in bolečim izrazom: zdi se, da prejema prebadanje skupaj z njo.
Po nedavni obnovi (2005) se je pojavilo kesanje: med svetnikom in krvnikom se je ponovno pojavila roka, skoraj kot da bi nasprotovala usmrtitvi; ne vemo, ali jo je naslikal sam Caravaggio ali poznejši posegi.